# 尹永善
尹 永善（ユン・ヨンソン、朝鮮語:윤영선、1896年12月25日 - 1988年2月6日）は、日本統治時代の朝鮮の牧畜業、実業家、大韓民国の実業家、政治家である。号は梧堂。尹致昊の長子長男であり、尹潽善の再従兄である。
1946年に高麗製薬の副社長に就いた。李承晩政権の下、1950年1月に韓国政府の第3代農林部長官に就任したが、同年11月に同職を退き、1952年まで無任所長官を務めた。1953年から高麗製薬の代表理事、社長を務めた。また、1952年から1982年まで松都学園の理事長を務めた。

## 親族
朝鮮時代の領議政の尹斗寿の子孫である。元大韓帝国軍務大臣・法務大臣の尹雄烈は祖父、尹英烈は大叔父、元貴族院朝鮮台湾勅選議員・朝鮮総督府中枢院顧問の尹致昊は父、元陸軍医務監の尹致旺、元駐イギリス公使の尹致昌は叔父、元朝鮮総督府中枢院賛議の尹致旿、元朝鮮総督府中枢院参議の尹致昭、元日本軍騎兵中佐の尹致晟、尹致昞、尹致明、元内務部長官の尹致暎は従おじ。尹然善は従兄弟、元内務部長官の張錫潤は従姉妹の夫、元ソウル大学校総長の尹日善、元満洲国間島省次長の尹明善、元大統領の尹潽善、そして尹源善、尹沢善ははとこ、元交通部局長の尹英求は息子、朝鮮日報会長の方相勲は孫娘婿である。